# Jože Biščak
Jože Biščak, slovenski novinar, televizijski voditelj in pisatelj, * 1963, Ljubljana.

## Izobrazba
Študiral je na Fakulteti za sociologijo, politične vede in novinarstvo v Ljubljani (danes FDV), kjer je leta 1988 diplomiral z nalogo Razvoj slovenskega katoliško-verskega tiska po II. svetovni vojni in analiza besedil v listu Družina v letih 1966-1986.

## Kariera
Leta 1989 je začel delati kot pripravnik pri časopisu DELO. Leta 1991 se je pridružil ekipi Slovenskih novic, leta 1995 je postal novinar pri reviji Mag, kasneje pa je bil novinar pri časopisu Finance. Za tem se je podal v marketing in ustanovil agenciji Odmev in Giedon, ki sta se ukvarjali z raziskavami javnega mnenja. Po vrnitvi v novinarske vode je ustvaril svoj spletni medij Slovenska kronika, leta 2012 je nato postal namestnik odgovornega urednika portala Siol.net, leta 2013 pa je začel službovati pri reviji Reporter. Leto za tem je ustanovil spletni blog Kavarna Hayek, ki deluje še danes. Konec leta 2017 je postal odgovorni urednik revije Demokracija, njenega spletnega portala ter portala nova24tv.si. Aprila 2018 je postal direktor družbe Nova obzorja, ki revijo izdaja, a je sredi leta 2022 zaradi zdravstvenih težav odstopil kot direktor ter urednik omenjenih medijev.
Trenutno deluje kot namestnik urednika Demokracije, je urednik posebnih izdaj Demokracija Magazin in Nova24TV Magazin, od marca 2023 pa vodi in ureja tudi tedensko oddajo Večer v Kavarni Hayek na Nova24TV.
Avgusta 2018 je zaradi napisa "Z migranti v Slovenijo prihaja kultura posilstev" na naslovnici Demokracije medijski inšpektorat  ugotovil, da obstaja sum storitve javnega spodbujanja sovraštva in nestrpnosti po kazenskem zakoniku, zaradi česar je primer predal policiji. Biščak je naslovnico zagovarjal z besedami, da "Demokracija priznava pravico do svobode izražanja". Leta 2022 pa je bil skupaj s kolumnistom Aleksandrom Škorcem pogojno obsojen zaradi zapisa v eni od revij, v kateri naj bi širili ideje "belega supremacizma", pri čemer naj bi šlo sicer za satiričen zapis. Biščak je na to izrazil mnenje, da je bila obsodba "politično in ideološko motivirana".
Leta 2023 je Biščak prejel Častno priznanje Boruta Meška za posebne novinarske dosežke.

## Knjige
- Zgodbe iz Kavarne Hayek. Ljubljana: Nova obzorja. 2018. COBISS 296731904. ISBN 978-961-6942-39-3.
- Zapisi konservativnega liberalca. Ljubljana: Nova obzorja. 2020. COBISS 15090435. ISBN 978-961-6942-54-6.
- Potovati z Orwellom. Ljubljana: Nova obzorja. 2020. COBISS 19675395. ISBN 978-961-6942-55-3.
- Zadnji od nas – kulturne vojne in propad civilizacije. Ljubljana: Giedon. 2023. COBISS 151446787. ISBN 978-961-96243-0-2.